# Temporada da CART World Series de 1994
A Temporada da PPG CART World Series de 1994 foi a décima-quinta da história da categoria. Esta temporada também foi válida pelo Campeonato de Monopostos dos EUA. A temporada foi iniciada no dia 20 de março em Surfers Paradise, na Austrália, e encerrada no dia 9 de outubro em Monterey, na Califórnia. O campeão foi Al Unser, Jr., da Penske, na antepenúltima prova da temporada, que também conquistou as 500 Milhas de Indianápolis desse ano.
O canadense Jacques Villeneuve, da Forsythe/Green, foi o melhor rookie (estreante) da temporada (sexto lugar, com 94 pontos), batendo o norte-americano Scott Sharp, da PacWest Racing (vigésimo-primeiro colocado, com quatorze pontos).
4 brasileiros disputaram a temporada: Emerson Fittipaldi (Penske), Raul Boesel (Dick Simon Racing), Marco Greco (Arciero Racing) e Maurício Gugelmin (Chip Ganassi Racing).
Além de Jacques Villeneuve e Scott Sharp (que também faria sua primeira - e única - temporada completa na CART), estrearam também na CART em 1994: Bryan Herta, Alessandro Zampedri, Franck Fréon, Robbie Groff, Parker Johnstone, Domenico Schiattarella, Claude Bourbonnais e Giovanni Lavaggi. Fredrik Ekblom, Mauro Baldi e Hideshi Matsuda correram apenas uma vez no campeonato. Foi também o ano de estreia das equipes Comptech Racing e Project Indy na categoria.
Esta foi ainda a última temporada disputada por Mario Andretti, Nigel Mansell, John Andretti, Willy T. Ribbs, Jeff Andretti, John Paul Jr., Pancho Carter e Al Unser (estes últimos nas 500 Milhas de Indianápolis, onde não conseguiram vaga no grid).

## Resumo da temporada
A temporada foi marcada por quatro acontecimentos que mudariam os rumos da categoria: a volta de Michael Andretti após uma fracassada passagem pela Fórmula 1, a despedida de Mario Andretti e a ascensão de Jacques Villeneuve, além da superioridade da Penske com seu chassi PC23, com destaque para a vitória na Indy 500 quando a equipe usou um motor Mercedes-Benz construído apenas para a corrida. Mas a notícia mais impactante foi o anúncio da criação de uma nova categoria de monopostos prevista para 1996. A proposta liderada pelo presidente do Indianapolis Motor Speedway, Tony George, previa a realização de todas as provas em circuitos ovais e a participação de pilotos estadunidenses vindos das categorias de base. A nova categoria se assemelhava a NASCAR, que na ocasião contava com todos os pilotos estadunidenses e duas das 31 provas realizadas em circuitos mistos. O calendário da temporada da CART/IndyCar World Series contava com seis provas em circuitos ovais e onze pilotos que participaram da temporada completa eram de nacionalidade estadunidense, incluindo Mario Andretti (de origem italiana) e Dominic Dobson (de origem alemã). Durante uma transmissão da prova de abertura em Surfers Paradise o comentarista da ABC Sports Paul Page disse sobre a novidade: "a decisão de Tony George poderia afetar drasticamente o que nós conhecemos hoje em dia das corridas da IndyCar no futuro".

### Calendário
| Etapa | Prova                                                | Autódromo                                                          | Local                                    | Data           |
| ----- | ---------------------------------------------------- | ------------------------------------------------------------------ | ---------------------------------------- | -------------- |
| 1     | Australian IndyCar Grand Prix                        | Circuito de rua de Surfers Paradise                                | Surfers Paradise, Queensland (Austrália) | 20 de março    |
| 2     | Slick 50 200                                         | Phoenix International Raceway                                      | Avondale , Arizona                       | 10 de abril    |
| 3     | Toyota Grand Prix of Long Beach                      | Circuito de Rua de Long Beach                                      | Long Beach, Califórnia                   | 17 de abril    |
| 4     | 78th Indianapolis 500                                | Indianapolis Motor Speedway                                        | Speedway, Indiana                        | 29 de maio     |
| 5     | Miller Genuine Draft 200                             | Milwaukee Mile                                                     | West Allis, Wisconsin                    | 5 de junho     |
| 6     | ITT Automotive Grand Prix of Detroit                 | Circuito de Rua de Belle Isle Park                                 | Detroit, Michigan                        | 12 de junho    |
| 7     | Budweiser/G.I. Joe's 200                             | Portland International Raceway                                     | Portland, Oregon                         | 26 de junho    |
| 8     | Budweiser Grand Prix of Cleveland                    | Circuito de Cleveland (Aeroporto Internacional de Burke Lakefront) | Cleveland, Ohio                          | 10 de julho    |
| 9     | Molson Indy Toronto                                  | Circuito de rua de Toronto                                         | Toronto, Ontário (Canadá)                | 17 de julho    |
| 10    | Marlboro 500                                         | Michigan International Speedway                                    | Brooklyn, Michigan                       | 31 de julho    |
| 11    | Miller Genuine Draft 200 - Mid-Ohio                  | Mid-Ohio Sports Car Course                                         | Lexington, Ohio                          | 14 de agosto   |
| 12    | Slick 50 200 - New Hampshire                         | New Hampshire Motor Speedway                                       | Loudon, New Hampshire                    | 21 de agosto   |
| 13    | Molson Indy Vancouver                                | Circuito de Rua de Vancouver                                       | Vancouver, Colúmbia Britânica (Canadá)   | 4 de setembro  |
| 14    | Texaco-Havoline 200                                  | Road America                                                       | Elkhart Lake, Wisconsin                  | 11 de setembro |
| 15    | Bosch Spark Plug Grand Prix                          | Nazareth Speedway                                                  | Nazareth, Pensilvânia                    | 18 de setembro |
| 16    | Toyota Grand Prix of Monterey of Bank of America 300 | Mazda Raceway Laguna Seca                                          | Monterey, Califórnia                     | 9 de outubro   |

## Equipes e pilotos
| Equipe                                                                                   | Chassi                             | Motor                           | No. | Piloto                 | Corridas          | Patrocinador principal       |
| ---------------------------------------------------------------------------------------- | ---------------------------------- | ------------------------------- | --- | ---------------------- | ----------------- | ---------------------------- |
| Newman-Haas                                                                              | Lola T9400                         | Ford XB                         | 1   | Nigel Mansell          | Todas             | Texaco-Havoline              |
| Newman-Haas                                                                              | Lola T9400                         | Ford XB                         | 6   | Mario Andretti         | Todas             | Texaco-Havoline              |
| Marlboro Team Penske                                                                     | Penske PC-23                       | Ilmor D 265E Mercedes-Benz 500I | 2   | Emerson Fittipaldi     | Todas             | Marlboro                     |
| Marlboro Team Penske                                                                     | Penske PC-23                       | Ilmor D 265E Mercedes-Benz 500I | 3   | Paul Tracy             | Todas             | Marlboro                     |
| Marlboro Team Penske                                                                     | Penske PC-23                       | Ilmor D 265E Mercedes-Benz 500I | 31  | Al Unser, Jr.          | Todas             | Marlboro                     |
| Rahal-Hogan Racing                                                                       | Lola T9400 Lola T9300 Penske PC-22 | Honda Ilmor D Ilmor C           | 4   | Bobby Rahal            | Todas             | Miller Genuine Draft         |
| Rahal-Hogan Racing                                                                       | Lola T9400 Lola T9300 Penske PC-22 | Honda Ilmor D Ilmor C           | 10  | Mike Groff             | Todas             | Motorola                     |
| Dick Simon Racing                                                                        | Lola T9400 Lola T9300              | Ford XB                         | 5   | Raul Boesel            | Todas             | Duracell                     |
| Dick Simon Racing                                                                        | Lola T9400 Lola T9300              | Ford XB                         | 22  | Hiro Matsushita        | Todas             | Panasonic                    |
| Galles Racing                                                                            | Reynard 94I                        | Ilmor D                         | 7   | Adrián Fernández       | Todas             | Tecate                       |
| Target Chip Ganassi Racing                                                               | Reynard 94I                        | Ford XB                         | 8   | Michael Andretti       | Todas             | Scotch                       |
| Target Chip Ganassi Racing                                                               | Reynard 94I                        | Ford XB                         | 88  | Maurício Gugelmin      | Todas             | Hollywood                    |
| Walker Racing                                                                            | Lola T9400 Lola T9300              | Ford XB                         | 9   | Robby Gordon           | Todas             | Valvoline                    |
| Walker Racing                                                                            | Lola T9400 Lola T9300              | Ford XB                         | 15  | Mark Smith             | Todas             | Craftsman                    |
| Walker Racing                                                                            | Lola T9400 Lola T9300              | Ford XB                         | 24  | Willy T. Ribbs         | Todas             | Service Merchandise          |
| Jim Hall/VDS Racing                                                                      | Reynard 94I                        | Ilmor D                         | 11  | Teo Fabi               | Todas             | Pennzoil                     |
| Forsythe/Green Racing                                                                    | Reynard 94I                        | Ford XB                         | 12  | Jacques Villeneuve     | Todas             | Player's                     |
| A. J. Foyt Enterprises                                                                   | Lola T9400 Lola T9300 Lola T9200   | Ford XB                         | 14  | Davy Jones             | 1-4               | Copenhagen                   |
| A. J. Foyt Enterprises                                                                   | Lola T9400 Lola T9300 Lola T9200   | Ford XB                         | 14  | Bryan Herta            | 4-9               | Copenhagen                   |
| A. J. Foyt Enterprises                                                                   | Lola T9400 Lola T9300 Lola T9200   | Ford XB                         | 14  | Eddie Cheever          | 10-16             | Copenhagen                   |
| Bettenhausen Motorsports                                                                 | Penske PC-22                       | Ilmor D Ilmor C                 | 16  | Stefan Johansson       | Todas             | Alumax                       |
| PacWest Racing                                                                           | Lola T9400                         | Ford XB                         | 17  | Dominic Dobson         | Todas             | PacWest 15 Bank of America 1 |
| PacWest Racing                                                                           | Lola T9400                         | Ford XB                         | 71  | Scott Sharp            | Todas             | PacWest 15 Bank of America 1 |
| Hayhoe Racing                                                                            | Reynard 94I                        | Ford XB                         | 18  | Jimmy Vasser           | Todas             | Conseco                      |
| Payton/Coyne Racing                                                                      | Lola T9300 Lola T9200              | Ford XB Ilmor A                 | 19  | Robbie Buhl            | 1, 3              | Mi-Jack                      |
| Payton/Coyne Racing                                                                      | Lola T9300 Lola T9200              | Ford XB Ilmor A                 | 19  | Brian Till             | 2, 4              | Mi-Jack                      |
| Payton/Coyne Racing                                                                      | Lola T9300 Lola T9200              | Ford XB Ilmor A                 | 19  | Johnny Unser           | 5, 12             | Mi-Jack                      |
| Payton/Coyne Racing                                                                      | Lola T9300 Lola T9200              | Ford XB Ilmor A                 | 19  | Mauro Baldi            | 11                | Mi-Jack                      |
| Payton/Coyne Racing                                                                      | Lola T9300 Lola T9200              | Ford XB Ilmor A                 | 19  | Alessandro Zampedri    | 6-10, 13-16       | Mi-Jack                      |
| Payton/Coyne Racing                                                                      | Lola T9300 Lola T9200              | Ford XB Ilmor A                 | 39  | Andrea Montermini      | 1                 | AGFA                         |
| Payton/Coyne Racing                                                                      | Lola T9300 Lola T9200              | Ford XB Ilmor A                 | 39  | Johnny Unser           | 2-3               | AGFA                         |
| Payton/Coyne Racing                                                                      | Lola T9300 Lola T9200              | Ford XB Ilmor A                 | 39  | Ross Bentley           | 4-16              | AGFA                         |
| Leader Card Racing                                                                       | Lola T9300                         | Ilmor C                         | 23  | Buddy Lazier           | 1-7, 9-11, 13, 15 | Financial World              |
| Leader Card Racing                                                                       | Lola T9300                         | Ilmor C                         | 23  | Giovanni Lavaggi       | 8, 14, 16         | Financial World              |
| Arciero Racing                                                                           | Lola T9400                         | Ford XB                         | 25  | Marco Greco            | Todas             | Project Indy                 |
| Indy Regency Racing                                                                      | Lola T9400                         | Ilmor D                         | 28  | Arie Luyendyk          | Todas             | Eurosport                    |
| King Racing                                                                              | Lola T9400 Lola T9300              | Ford XB                         | 40  | Scott Goodyear         | Todas             | Budweiser                    |
| Euromotorsport                                                                           | Lola T9300 Lola T9200              | Ilmor C Ilmor A                 | 50  | Alessandro Zampedri    | 1-4               | Agip                         |
| Euromotorsport                                                                           | Lola T9300 Lola T9200              | Ilmor C Ilmor A                 | 50  | Jeff Wood              | 5, 7-12, 15-16    | Agip                         |
| Euromotorsport                                                                           | Lola T9300 Lola T9200              | Ilmor C Ilmor A                 | 50  | Giovanni Lavaggi       | 6                 | Agip                         |
| Euromotorsport                                                                           | Lola T9300 Lola T9200              | Ilmor C Ilmor A                 | 50  | Franck Fréon           | 13-14             | Agip                         |
| Outros pilotos que disputaram a temporada e inscritos para as 500 Milhas de Indianápolis |                                    |                                 |     |                        |                   |                              |
| Pagan Racing                                                                             | Lola T9200                         | Buick                           | 21  | Roberto Guerrero       | 4                 | Interstate Batteries         |
| Team Menard                                                                              | Lola T9300                         | Buick                           | 27  | Geoff Brabham          | 4                 | Quaker State                 |
| Team Menard                                                                              | Lola T9300                         | Buick                           | 27  | Eddie Cheever          | 4                 | Quaker State                 |
| Team Menard                                                                              | Lola T9300                         | Buick                           | 51  | Eddie Cheever          | 4                 | Glidden                      |
| Team Menard                                                                              | Lola T9300                         | Buick                           | 59  | Scott Brayton          | 4                 | Glidden                      |
| Indy Regency Racing                                                                      | Lola T9400                         | Ilmor D                         | 29  | Franck Fréon           | 16                | Eurosport                    |
| McCormack Motorsports                                                                    | Lola T9400                         | Ilmor D                         | 30  | Claude Bourbonnais     | 3, 9, 11, 13-14   | Player's                     |
| McCormack Motorsports                                                                    | Lola T9400                         | Ilmor D                         | 30  | Fredrik Ekblom         | 6                 | McCormack Motorsports        |
| A. J. Foyt Enterprises                                                                   | Lola T9200                         | Ford XB                         | 33  | John Andretti          | 4                 | Bryant                       |
| Tasman Motorsports                                                                       | Lola T9400                         | Ford XB                         | 34  | Bryan Herta            | 4                 | Tasman Motorsports           |
| Greenfield Racing                                                                        | Lola T93/01                        | Greenfield GC 209T              | 42  | Michael Greenfield     | 4                 | Greenfield Racing            |
| Greenfield Racing                                                                        | Lola T93/01                        | Greenfield GC 209T              | 42  | Johnny Parsons         | 4                 | Greenfield Racing            |
| Arizona Motorsport                                                                       | Lola T9400                         | Ford XB                         | 44  | Al Unser               | 4                 | Arizona Motorsport           |
| Arizona Motorsport                                                                       | Lola T9400                         | Ford XB                         | 44  | Tero Palmroth          | 4                 | Arizona Motorsport           |
| Arizona Motorsport                                                                       | Lola T9400                         | Ford XB                         | 44  | Roberto Moreno         | 4                 | Arizona Motorsport           |
| ProFormance Motorsports                                                                  | Lola T9300                         | Ilmor C                         | 45  | John Paul, Jr.         | 2, 4              | Cybergenics                  |
| Comptech Racing                                                                          | Lola T9400 Lola T9300              | Honda                           | 49  | Parker Johnstone       | 7-9, 11, 13, 16   | Acura                        |
| Euromotorsport                                                                           | Lola T9300 Lola T9200              | Ilmor C Ilmor A                 | 55  | David Kudrave          | 1                 | Agip                         |
| Euromotorsport                                                                           | Lola T9300 Lola T9200              | Ilmor C Ilmor A                 | 55  | Jeff Andretti          | 2                 | Agip                         |
| Euromotorsport                                                                           | Lola T9300 Lola T9200              | Ilmor C Ilmor A                 | 55  | Alessandro Zampedri    | 3                 | Agip                         |
| King Racing                                                                              | Lola T9400 Lola T9300              | Ford XB                         | 60  | Andrea Montermini      | 8-9               | Budweiser                    |
| Bettenhausen Motorsports                                                                 | Penske PC-22                       | Ilmor D Ilmor C                 | 61  | Gary Bettenhausen      | 4                 | Alumax                       |
| Bettenhausen Motorsports                                                                 | Penske PC-22                       | Ilmor D Ilmor C                 | 76  | Gary Brabham           | 1                 | Split Cycle                  |
| Bettenhausen Motorsports                                                                 | Penske PC-22                       | Ilmor D Ilmor C                 | 76  | Robbie Groff           | 3, 7              | Condor 1 Alumax 1            |
| Bettenhausen Motorsports                                                                 | Penske PC-22                       | Ilmor D Ilmor C                 | 76  | Tony Bettenhausen, Jr. | 4                 | AMAX                         |
| Project Indy                                                                             | Lola T9300                         | Ford XB                         | 64  | Franck Fréon           | 2, 7              | Marcelo Group No-Touch       |
| Project Indy                                                                             | Lola T9300                         | Ford XB                         | 64  | Didier Theys           | 4                 | Marcelo Group No-Touch       |
| Project Indy                                                                             | Lola T9300                         | Ford XB                         | 64  | Christian Danner       | 6, 8, 14          | Marcelo Group No-Touch       |
| Project Indy                                                                             | Lola T9300                         | Ford XB                         | 64  | Domenico Schiattarella | 9, 11, 13         | Marcelo Group No-Touch       |
| Project Indy                                                                             | Lola T9300                         | Ford XB                         | 64  | Andrea Montermini      | 16                | Marcelo Group No-Touch       |
| Vitolo Racing                                                                            | Lola T9300                         | Ford XB                         | 79  | Dennis Vitolo          | 4                 | Charter America              |
| Dick Simon Racing                                                                        | Lola T9400 Lola T9300              | Ford XB                         | 79  | Tero Palmroth          | 4                 | Dick Simon Racing            |
| Dick Simon Racing                                                                        | Lola T9400 Lola T9300              | Ford XB                         | 90  | Lyn St. James          | 4                 | J.C. Penney                  |
| Dick Simon Racing                                                                        | Lola T9400 Lola T9300              | Ford XB                         | 99  | Hideshi Matsuda        | 4                 | Dick Simon Racing            |
| Hemelgarn Racing                                                                         | Reynard                            | Ford XB                         | 91  | Stan Fox               | 4                 | Delta Faucet                 |
| Hemelgarn Racing                                                                         | Lola T9100                         | Buick                           | 94  | Jeff Andretti          | 4                 | Hemelgarn Racing             |

## Resumo das corridas
Na primeira etapa da temporada 1994, Nigel Mansell fez a pole position em Surfers Paradise, 6 décimos a frente de Michael Andretti que retornava a categoria pela equipe Chip Ganassi. Emerson Fittipaldi fez o terceiro tempo, seguido de Adrian Fernandez. Al Unser, Jr, na sua estréia na Penske e Paul Tracy largaram na terceira fila. Mauricio Gugelmin fez o sétimo tempo na sua primeira temporada na Indy, e Raul Boesel foi o vigésimo.
Após muita chuva em Surfers Paradise, o começo de prova foi atrasado em duas horas devido a pista estar muito molhada. Quando os carros se preparavam para receber a bandeira verde, uma confusão se instaurou na curva 15. Raul Boesel foi tocado por Alessandro Zampedri, e os carros que vinham atrás ficaram parados pois não tinha espaço para passar. A direção de prova acionou a bandeira vermelha, e a corrida foi adiada por mais 45 minutos.
Depois de 3 horas, finalmente começou a temporada 1994 da Indy. Michael Andretti assumiu a liderança, ultrapassando Nigel Mansell na curva 3. Na parte intermediária, mais confusão, Bobby Rahal bateu sozinho, Davy Jones não conseguiu desviar e foi atingido, Raul Boesel tocou em Mario Andretti e também abandonou. Um pouco mais a frente, Paul Tracy e Adrian Fernandez se tocaram e perderam várias posições. Como os pilotos largaram com pneus de chuva, após a primeira volta foi efetuada a troca para pneus slick, pois o sol brilhava forte e a pista havia secado.
Após 6 voltas, os seis primeiras eram, Michael Andretti, Emerson Fittipaldi, Nigel Mansell, Robby Gordon, Mauricio Gugelmin e Jacques Villeneuve. Na oitava volta, Robby Gordon ultrapassou Nigel Mansell e assumiu a terceira posição, mas trés voltas depois o Leão deu o troco. Na volta 14, Mansell passou Fittipaldi e ficou em segundo. Na volta 17, Robby Gordon bateu sozinho na Reta do Mar e causou bandeira amarela. Após a parada, Michael Andretti manteve a ponta, seguido de Nigel Mansell, Emerson Fittipaldi e Teo Fabi. Quando ia relargar, Mansell rodou sozinho e perdeu várias posições. O Leão voltou em décimo-primeiro e já recuperava terreno, mas se atrapalhou ao passar Mauricio Gugelmin e saiu da pista perdendo uma volta.
Após 35 voltas, Michael Andretti, Emerson Fittipaldi, Mario Andretti, Stefan Johansson, Jacques Villeneuve e Jimmy Vasser eram os seis primeiros. Na volta 37, Villeneuve que fazia sua estréia na categoria, foi fechado por Johansson e bateu na curva 11, ficando fora. Na volta 42, Vasser assumiu a quarta posição ao ultrapassar Johansson.
Quando faltavam 12 voltas para o final, a direção de prova decidiu encerrar a corrida na volta 55, pois a noite havia chegado em Queensland, e a luz dos refletores não era suficiente para iluminar a pista.
Michael Andretti recebeu a bandeirada em primeiro, logo no seu retorno a categoria. Emerson Fittipaldi cruzou em segundo, e Mario Andretti completou o pódio. Mauricio Gugelmin completou em sexto na sua estréia na Chip Ganassi, já Nigel Mansell chegou em um decepcionante nono lugar.
Corrida 2 - Phoenix
No primeiro desafio em circuito oval, Paul Tracy conquistou a pole position em Phoenix quebrando o novo recorde do autródromo. Jacques Villeneuve surpreendeu e fez o segundo tempo, na sua primeira largada em oval. Nigel Mansell e Mario Andretti largaram na segunda fila, Emerson Fittipaldi e Raul Boesel na terceira fila, Marco Greco estreando na temporada em décimo-oitavo e Mauricio Gugelmin saiu em último.
Na largada, Tracy manteve a ponta, seguido de Mansell, Villeneuve, Fittipaldi, Robby Gordon e Ma. Andretti. Após 5 voltas. os líderes já encontravam retardatários na pista. Na volta 11, Nigel Mansell aproveitou o tráfego, e passou Paul Tracy na curva 2, assumindo a ponta. Na volta 27, Willy T. Ribbs bateu na curva 1, causando a primeira amarela do dia. No pit stop, Paul Tracy reassumiu a liderança, seguido de Emerson Fittipaldi, Robby Gordon, Nigel Mansell, Al Unser, Jr e Teo Fabi. A relargada ocorreu na volta 42.
Na volta 62, aconteceu o primeiro grave acidente do ano. Hiro Matsushita que estava 16 voltas atrás do líder, tocou em Teo Fabi e os dois rodaram, Paul Tracy que vinha logo atrás não conseguiu desviar e bateu no muro. Segundos depois, Jacques Villeneuve atingiu em cheio o carro de Matsushita e Dominic Dobson. Apesar do forte impacto, nenhum dos pilotos envolvidos se feriu com gravidade.
Após 27 voltas de bandeira amarela, a corrida voltou na volta 90, com Emerson Fittipaldi em primeiro, Al Unser, Jr em segundo e Robby Gordon em terceiro. Na volta 133, Nigel Mansell, que vinha em quarto, foi ao box e ao retornar a pista passou por cima da grama e quase foi atingido por Scott Goodyear. Na última parada de box, Robby Gordon se atrapalhou em ficou sem combustível, perdendo 4 voltas e a chance de sua primeira vitória na Indy. Na volta 166, mais um acidente impessionante. Mario Andretti bateu no meio da reta oposta, os carros que vinham atrás diminuiam a velocidade, menos Michael Andretti que atingiu o carro de Scott Goodyear e perdeu a roda que quase acertou telespectadores na arquibancada. 
Após o acidente, o caminho ficou livre para Emerson Fittipaldi conquistar sua única vitória em 1994, com Al Unser, Jr em segundo e Nigel Mansell em terceiro, uma volta atrás. Raul Boesel chegou em oitavo, Mauricio Gugelmin em décimo-quinto e Marco Greco em décimo-sexto. Fittipaldi assumiu a liderança do campeonato com 37 pontos, 15 a frente de Stefan Johansson e Jimmy Vasser empatados em segundo.
Corrida 3 - Long Beach
Na segunda corrida mais luxuosa do campeonato, dominio total da equipe Penske. Paul Tracy conquistou a segunda pole consecutiva na temporada, com Al Unser, Jr em segundo e Emerson Fittipaldi em terceiro. Nigel Mansell largou em quarto, Robby Gordon em quinto e Mario Andretti em sexto. Raul Boesel saiu em sétimo, Mauricio Gugelmin em oitavo e Marco Greco em décimo-terceiro.
Na largada, os primeiras posições não se alteraram e o Dream Team da Penske rapidamente abria vantagem para os demais pilotos. Na volta 4, Bobby Rahal abandonou a prova com problemas no motor Honda. Após 10 voltas, os seis primeiras eram, Tracy, Unser, Jr, Fittipaldi, Mansell, Gordon e Ma. Andretti. Os trés carros da Penske já abriam 12 segundos a frente do quarto.
Na volta 21, Paul Tracy novamente se atrapalhou com retardatários e rodou atingindo o carro de Mike Groff, voltando apenas em décimo-oitavo. Al Unser, Jr assumiu a ponta. O grande destaque da prova era Marco Greco, que ocupava a décima posição e travou um belo duelo com Jacques Villeneuve. Na volta 26, o canadense perdeu o controle do carro, e bateu de traseira barreira de pneus, danificando a asa. Mas, o brasileiro da Arciero também bateu no mesmo ponto voltas depois, e abandonou a prova. Após a primeira parada de box, Emerson Fittipaldi assumiu a ponta, seguido de Al Unser, Jr, Nigel Mansell, Robby Gordon, Mario Andretti e Raul Boesel. Na volta 56, Mansell foi ao box com pneu furado e voltou em quinto.
Na volta 63, Emerson Fittipaldi começou a enfrentar problemas no cámbio, e perdeu a liderança para Little Al. O brasileiro da Penske abandonou definitivamente trés voltas depois. Paul Tracy também saiu com cámbio quebrado. Após a última parada de box, Al Unser, Jr manteve a ponta seguido de Robby Gordon, Nigel Mansell, Raul Boesel, Mario Andretti e Michael Andretti. Faltando 14 voltas para o final, Robby Gordon voltou ao box com pneu furado e caiu para terceiro.
Al Unser, Jr recebeu a bandeirada em primeiro, e venceu pela sexta vez nas ruas de Long Beach e a primeira na temporada. Nigel Mansell cruzou em segundo e Robby Gordon completou o pódio. Raul Boesel chegou em quarto e Mauricio Gugelmin cruzou em sétimo. Com a vitória, Little Al empatou com Emerson Fittipaldi na liderança do campeonato, mas o brasileiro levava vantagem pelo número de pódios, mas quem encostou foi Nigel Mansell ficando apenas 2 pontos dos líderes. Raul Boesel era o nono, com 17 pontos, e Mauricio Gugelmin décimo, com 14.
Corrida 4 - Indianápolis 500
Na prova mais importante da categoria, Al Unser, Jr conquistou a pole com sua Penske, que especialmente nesta corrida utilizou motor Mercedes. Raul Boesel fez o segundo tempo, sua melhor posição de grid em Indianápolis, e Emerson Fittipaldi completou a primeira fila. Na segunda fila largaram, Jacques Villeneuve estreando em Indianápolis, Michael Andretti buscando sua primeira vitória nesse circuito, e Lyn St. James, a primeira mulher a se classificar entre as dez primeiras posições do grid. E na terceira fila sairam, Nigel Mansell tentando repetir o bom desempenho do ano anterior, Arie Luyendyk em busca do segundo título nesse autódromo e Mario Andretti na sua despedida de Indianápolis. Mauricio Gugelmin saiu em vigésimo-nono, e Marco Greco em trigésimo-segundo, ambos em sua primeira largada em Indianápolis. 
Na largada, Al Unser, Jr manteve a ponta seguido de Emerson Fittipaldi, Michael Andretti, Arie Luyendyk, Mario Andretti e Eddie Cheever. Na sétima volta, Dennis Vitolo rodou na curva 4, causando a primeira amarela do dia. Na relargada, Little Al e Rato abriam rapidamente vantagem para Michael Andretti. Na volta 21, Roberto Guerrero encontrou o muro na curva 2, e causou bandeira amarela. Na primeira parada de box, Emerson Fittipaldi foi mais rápido que Al Unser, Jr e assumiu a ponta. Durante essa parada, Mario Andretti abandonou a prova com problemas elétricos. Na volta 30 mais um acidente, Mike Groff e Dominic Dobson bateram forte na curva 1. Após 40 voltas, Emerson Fittipaldi, Al Unser, Jr, Michael Andretti, Eddie Cheever, Nigel Mansell e John Andretti eram os seis primeiros.
Após o segundo pit stop, Raul Boesel e Robby Gordon subiram várias posições e assumiram quarta e quinta posição. Os dois travaram um grande duelo chegando a ficar lado a lado na reta dos boxes e o brasileiro manteve a posição. Na volta 53, Marco Greco abandonou a prova com problemas elétricos. Na volta 61, Emerson Fittipaldi fez a sua segunda parada de box, e retornou a frente de Al Unser, Jr. Após a parada de Jacques Villeneuve, o brasileiro da Penske voltou a liderança. Na volta 73, Robby Gordon ultrapassou Raul Boesel e assumiu a quarta posição. Após 80 voltas, Emerson Fittipaldi, Al Unser, Jr, Michael Andretti, Robby Gordon, Raul Boesel e Nigel Mansell eram os seis primeiros.
Na volta 92, vários incidentes na pista. Hideshi Matsuda bateu na curva 1, John Paul, Jr bateu na curva 3, Paul Tracy espalhou óleo na pista e Nigel Mansell foi tocado por Dennis Vitolo na área de box. O Leão saiu do carro com queimaduras e foi levado ao centro médico mas nada de mais grave aconteceu. Na volta 100, Raul Boesel que tinha assumido a terceira posição, foi ao box e abandonou com problemas na bomba de combustível. Outro piloto que vinha ganhando posições mas teve problemas foi Scott Brayton, que chegou a ser quinto colocado mas abandonou na volta 117, com motor quebrado. Após 120 voltas, Emerson Fittipaldi, Al Unser, Jr, Jacques Villeneuve, Bobby Rahal, Michael Andretti e Eddie Cheever eram os seis primeiros.
Após o quarto pit stop, Emerson Fittipaldi tinha 30 segundos de vantagem sobre Al Unser, Jr, mas precisou fazer uma parada extra pois uma saco plástico parou na suspensão dianteira do carro. Mas 5 voltas depois, o Rato retonava a liderança pois Little Al foi penalizado por ultrapassar o limite de velocidade nos boxes. Depois de bandeira amarela por sujeira na pista, a prova foi retomada na volta 140. Após 160 voltas, Emerson Fittipaldi, Al Unser, Jr, Jacques Villeneuve, Bobby Rahal, Michael Andretti e Robby Gordon eram os seis primeiros. 
Após a quinta parada de box, na volta 164, Emerson Fititpaldi teria que fazer um splash-and-go para ter combustível ao final da prova. Com isso, o Rato chegou a colocar uma volta de vantagem em cima de Little Al, mas o seu companheiro de time recuperou a volta depois. Na volta 184, quando vinha completar mais uma volta, Emerson Fititpaldi perdeu a traseira do carro e bateu na curva 4, perdendo a chance de sua terceira vitória em Indianápolis. Al Unser, Jr assumiu a ponta, seguido de Jacques Villeneuve, Michael Andretti, Bobby Rahal, Robby Gordon e Jimmy Vasser.
Após a relargada á 10 voltas do final, Little Al ficou com 15 segundos de vantagem sobre Villeneuve e uma vantagem tranquila para se manter a frente. E a cereja do bolo aconteceu a 4 voltas do fim, com a batida de Stan Fox na curva 1. A prova acabou em bandeira amarela, e Al Unser, Jr conquistou sua segunda vitória em Indianápolis e também na temporada. Jacques Villeneuve chegou em segundo na sua primeira prova em Indianápolis e Bobby Rahal completou o pódio, graças a punição de uma volta de Michael Andretti por ultrapassar em bandeira amarela. Mauricio Gugelmin foi o único brasileiro a completar a prova em décimo-primeiro.
Além da vitória, Al Unser, Jr assumiu a liderança isolada do campeonato com 58 pontos, 20 a frente de Emerson Fittipaldi. Michael Andretti subiu para terceiro com 37, e Nigel Mansell caiu pra quarto com 35. Jimmy Vasser, Robby Gordon, Stefan Johansson, Mario Andretti, Raul Boesel e Teo Fabi completam os dez primeiros do campeonato. Esta foi a última participação da Penske nas 500 Milhas na fase CART - Emerson Fittipaldi e Al Unser Jr não conseguiram vaga no grid, e a equipe voltaria a disputar a prova em 2001, na IRL.
Corrida 5 - Milwaukee
Raul Boesel conquistou a pole position em Milwaukee, a segunda na carreira, e a segunda consecutiva nesse circuito oval. Paul Tracy largou ao seu lado na primeira fila com a Penske, que voltou a utilizar motores Ilmor. Robby Gordon e Jacques Villeneuve largaram na segunda fila, e Scott Goodyear e Dominic Dobson na terceira. Em relação aos líderes do campeonato, Emerson Fittipaldi largou em oitavo, Nigel Mansell em nono, Al Unser, Jr em décimo-primeiro e Michael Andretti em décimo-segundo. Mauricio Gugelmin saiu em décimo-sétimo e Marco Greco em vigésimo-primeiro.
Na largada, Paul Tracy assumiu a ponta, seguido de Raul Boesel, Robby Gordon, Jacques Villeneuve, Michael Andretti e Bryan Herta. Ainda nas primeiras voltas, muitas trocas de posições principalmente com ultrapassagens de Emerson Fittipaldi e Al Unser, Jr. Após 15 voltas, o Rato já era o segundo e Little Al o quarto. Na volta 20, Raul Boesel foi ultrapassado por Jacques Villeneuve e caiu para quinto. Na volta 23, Emerson Fittipaldi ultrapassou Paul Tracy e assumiu a ponta. Duas voltas depois, Al Unser, Jr. já era o segundo colocado. Na volta 31, após ser atrapalhado por retardatários, Fittipaldi perdeu a liderança para Unser. O ritmo dos carros Penske era tão impressionante que após 50 voltas, o quarto colocado Nigel Mansell já estava uma volta atrás do líder.
Após 50 voltas, Al Unser, Jr., Emerson Fittipaldi, Paul Tracy, Nigel Mansell, Robby Gordon e Raul Boesel (todos uma volta atrás do líder) eram os seis primeiros. 20 voltas depois, aconteceu a primeira parada para troca de pneus, e as posições seguiram inalteradas. Na volta 83, Little Al colocou uma volta em cima do terceiro colocado Paul Tracy, e na sequência mais 2 voltas em cima do quarto colocado Nigel Mansell.
Após 100 voltas, Al Unser, Jr, Emerson Fittipaldi, Paul Tracy -1, Nigel Mansell -3, Michael Andretti -3 e Bryan Herta -3 eram os seis primeiros. Sem bandeiras amarelas o público via várias ultrapassagens entre diferentes pilotos na pista, já que havia muitos retardatários no tráfego. Na volta 128, Little Al fez a segunda parada de box e retornou em segundo, recuperando a liderança voltas depois com a parada de Fittipaldi. Após 150 voltas, Al Unser, Jr, Emerson Fittipaldi, Paul Tracy -2, Nigel Mansell -3, Michael Andretti -3 e Robby Gordon -3, eram os seis primeiros.
Na volta 157, sujeira na pista causou a primeira bandeira amarela do dia. Após a relargada, Michael Andretti ultrapassou Nigel Mansell e assumiu a quarta posição. Na volta 171, Stefan Johansson rodou na reta oposta e diminuiu o ritmo da prova novamente. Depois de mais uma relargada, começou a cair uma leve garoa no circuito de Milwaukee. E com 8 voltas antes do término, a direção de prova decidiu encerrar a corrida pois a chuva começou a aumentar.
Al Unser, Jr conquistou a sua terceira vitória seguida na temporada, com Emerson Fittipaldi em segundo e Paul Tracy, duas voltas atrás, em terceiro. Michael Andretti foi o quarto, Nigel Mansell quinto e Robby Gordon sexto. Raul Boesel chegou em oitavo, Mauricio Gugelmin em décimo-quinto e Marco Greco em vigésimo. Com a vitória, Little Al foi a 79 pontos, contra 54 de Fittipaldi. Michael Andretti foi a 49 e Nigel Mansell 45. Raul Boesel era o nono com 23 e Mauricio Gugelmin décimo-terceiro com 16.
Corrida 6- Detroit
Com um motor Ford especial para os treinos, Nigel Mansell conquistou sua única pole no ano nas ruas de Belle Isle. Al Unser, Jr largou em 2°. Na segunda fila, largaram Paul Tracy e Emerson Fittipaldi. Mauricio Gugelmin conquistou sua melhor posição de largada no ano em 5°, Raul Boesel saiu em 14° e Marco Greco em 22°.
Na largada, as posições seguiram inalteradas. No fim da segunda volta, Al Unser, Jr passou Nigel Mansell e assumiu a liderança, na sequência Paul Tracy também passou o Leão e virou o segundo. Na volta 7, Raul Boesel ficou parado no meio da pista com problemas elétricos, e causou a primeira amarela do dia.
Na volta 15, houve a relargada e os seis primeiros eram Al Unser, Jr, Paul Tracy, Nigel Mansell, Emerson Fittipaldi, Mauricio Gugelmin e Bobby Rahal. Na volta 21, Dominic Dobson e Alessandro Zampedri se tocaram na curva 1, causando mais uma amarela. Os pilotos aproveitaram para fazer a primeira parada de box. Nessa parada, Emerson Fittipaldi ganhou a posição de Nigel Mansell, enquanto Mauricio Gugelmin perdeu 3 posições. A relargada ocorreu na volta 26. Na trigésima volta, Marco Greco abandonou com problemas na transmissão.
Na metade da prova, os 6 primeiros eram Al Unser, Jr, Paul Tracy, Emerson Fittipaldi, Nigel Mansell, Jacques Villeneuve e Robby Gordon. Na volta 45, Mario Andretti bateu no final da reta oposta e retornou duas voltas atrás do líder. Três voltas depois, Adrian Fernandez encheu o muro na curva 3, causando a terceira bandeira amarela, os carros aproveitaram para fazer a última parada de box. Emerson Fittipaldi e Mauricio Gugelmin mantiveram suas posições.
A relargada ocorreu na volta 55, Al Unser, Jr e Paul Tracy disputaram a liderança até o canadense dar um leve toque na traseira no carro de Little Al no fim da reta oposta. Tracy assumiu a ponta, enquanto Unser, Jr retornou em 12°. Duas voltas depois, Nigel Mansell rodou na curva 4, e causou a última amarela do dia. O Leão até retornou, mas abandonou com problemas no acelerador. A última relargada ocorreu na volta 61, e até o fim da corrida as posições não foram alteradas.
Apesar do polêmico acidente, Paul Tracy conquistou sua primeira vitória na temporada. Emerson Fittipaldi, Robby Gordon, Teo Fabi, Michael Andretti e Bobby Rahal completaram os seis primeiros. Mauricio Gugelmin chegou em 8° e Al Unser, Jr em 10°. No campeonato, Little Al foi a 83 pontos, enquanto Fittipaldi chegou a 70. Com a vitória, Paul Tracy subiu de 12° para 6°, com 36 pontos.
Corrida 7- Portland
Al Unser, Jr conquistou a pole em Portland, quebrando o novo recorde da pista. Nigel Mansell largou ao seu lado na primeira fila. Emerson Fittipaldi e Paul Tracy largaram na segunda fila, Jacques Villeneuve e Jimmy Vasser na terceira. Mauricio Gugelmin largou em 8°, Raul Boesel em 12° e Marco Greco em 26°.
Na largada, as primeiras posições foram mantidas e Little Al rapidamente disparou na liderança, seguido de Mansell, Fittipaldi, Tracy, Gordon e Villeneuve. Na volta 11, Michael Andretti encheu o carro de Jimmy Vasser na disputa pelo 7° lugar. Ambos abandonaram, mas não houve bandeira amarela. 
Na volta 28, Emerson Fittipaldi aproveitou o tráfego e ultrapassou Nigel Mansell no final da reta dos boxes, assumindo o segundo lugar. Na volta seguinte o Leão foi ultrapassado por Paul Tracy no mesmo ponto. Na volta 31, Mauricio Gugelmin vinha em 8°, quando abandonou com problemas no câmbio. Três voltas depois, começaram as primeiras paradas de box, e após as trocas as posições seguiram inalteradas.
Após 50 voltas, as seis primeiros eram, Al Unser, Jr, Emerson Fittipaldi, Paul Tracy, Nigel Mansell, Robby Gordon e Raul Boesel. Na volta 57, Bryan Herta e Scott Goodyear se chocaram no final da reta dos boxes e causaram a única amarela do dia. Dos primeiros colocados, apenas Nigel Mansell foi ao box trocar pneus.
A relargada ocorreu na volta 62. Seis voltas depois, os pilotos foram para a última parada de box. Emerson Fittipaldi até voltou a frente de Al Unser, Jr, mas com pneus frios foi ultrapassado por ele na curva 3. Após 80 voltas, Al Unser, Jr, Emerson Fittipaldi, Nigel Mansell, Paul Tracy, Raul Boesel e Robby Gordon eram os seis primeiros.
Três voltas depois, Raul Boesel teve problemas na segunda marcha do carro e foi ao box, retornando em 24°. Little Al e Rato travaram um belo duelo pela liderança, mas o brasileiro ficou preso pelos retardatários. A seis voltas do fim, Nigel Mansell fez um splash-and-go e voltou em 4°.
Al Unser, Jr rumou para sua quarta vitória na temporada, com Emerson Fittipaldi em 2° e Paul Tracy em 3°. Nos metros finais, Robby Gordon passou Nigel Mansell e ficou em 4°. Marco Greco chegou em 20° e Raul Boesel em 23°.
No campeonato, Little Al voltou a disparar na liderança com 105 pontos, 19 a frente de Emerson Fittipaldi. Robby Gordon, Michael Andretti, Nigel Mansell e Paul Tracy completam os seis primeiros do campeonato.

## Resultados da temporada
| Etapa | Prova                                                | Autódromo                                                          | Local                                    | Data           | Pole position      | Volta mais rápida  | Vencedor           | Equipe vencedora           |
| ----- | ---------------------------------------------------- | ------------------------------------------------------------------ | ---------------------------------------- | -------------- | ------------------ | ------------------ | ------------------ | -------------------------- |
| 1     | Australian IndyCar Grand Prix                        | Circuito de Rua de Surfers Paradise                                | Surfers Paradise, Queensland (Austrália) | 20 de março    | Nigel Mansell      | Nigel Mansell      | Michael Andretti   | Chip Ganassi Racing Editar |
| 2     | Slick 50 200                                         | Phoenix International Raceway                                      | Avondale, Arizona                        | 10 de abril    | Paul Tracy         | Emerson Fittipaldi | Emerson Fittipaldi | Team Penske Editar         |
| 3     | Toyota Grand Prix of Long Beach                      | Circuito de Rua de Long Beach                                      | Long Beach, Califórnia                   | 17 de abril    | Paul Tracy         | Al Unser, Jr.      | Al Unser, Jr.      | Team Penske Editar         |
| 4     | 78th Indianapolis 500                                | Indianapolis Motor Speedway                                        | Speedway, Indiana                        | 29 de maio     | Al Unser, Jr.      | Emerson Fittipaldi | Al Unser, Jr.      | Team Penske                |
| 5     | Miller Genuine Draft 200                             | Milwaukee Mile                                                     | West Allis, Wisconsin                    | 5 de junho     | Raul Boesel        | Al Unser, Jr.      | Al Unser, Jr.      | Team Penske                |
| 6     | ITT Automotive Grand Prix of Detroit                 | Circuito de Rua de belle isle Park                                 | Detroit, Michigan                        | 12 de junho    | Nigel Mansell      | Al Unser, Jr.      | Paul Tracy         | Team Penske                |
| 7     | Budweiser/G.I. Joe's 200                             | Portland International Raceway                                     | Portland, Oregon                         | 26 de junho    | Al Unser, Jr.      | Al Unser, Jr.      | Al Unser, Jr.      | Team Penske                |
| 8     | Budweiser Grand Prix of Cleveland                    | Circuito de Cleveland (Aeroporto Internacional de Burke Lakefront) | Cleveland, Ohio                          | 10 de julho    | Al Unser, Jr.      | Al Unser, Jr.      | Al Unser, Jr.      | Team Penske                |
| 9     | Molson Indy Toronto                                  | Circuito de Rua de Toronto                                         | Toronto, Ontário (Canadá)                | 17 de julho    | Robby Gordon       | Michael Andretti   | Michael Andretti   | Chip Ganassi Racing        |
| 10    | Marlboro 500                                         | Michigan International Speedway                                    | Brooklyn, Michigan                       | 31 de julho    | Nigel Mansell      | Al Unser, Jr.      | Scott Goodyear     | King Racing Editar         |
| 11    | Miller Genuine Draft 200 - Mid-Ohio                  | Mid-Ohio Sports Car Course                                         | Lexington, Ohio                          | 14 de agosto   | Al Unser, Jr.      | Al Unser, Jr.      | Al Unser, Jr.      | Team Penske                |
| 12    | Slick 50 200 - New Hampshire                         | New Hampshire Motor Speedway                                       | Loudon, New Hampshire                    | 21 de agosto   | Emerson Fittipaldi | Emerson Fittipaldi | Al Unser, Jr.      | Team Penske                |
| 13    | Molson Indy Vancouver                                | Circuito de Rua de Vancouver                                       | Vancouver, Colúmbia Britânica (Canadá)   | 4 de setembro  | Robby Gordon       | Robby Gordon       | Al Unser, Jr.      | Team Penske                |
| 14    | Texaco-Havoline 200                                  | Road America                                                       | Elkhart Lake, Wisconsin                  | 11 de setembro | Paul Tracy         | Nigel Mansell      | Jacques Villeneuve | Forsythe/Green Racing      |
| 15    | Bosch Spark Plug Grand Prix                          | Nazareth Speedway                                                  | Nazareth, Pensilvânia                    | 18 de setembro | Emerson Fittipaldi | Emerson Fittipaldi | Paul Tracy         | Team Penske                |
| 16    | Toyota Grand Prix of Monterey of Bank of America 300 | Mazda Raceway Laguna Seca                                          | Monterey, Califórnia                     | 9 de outubro   | Paul Tracy         | Paul Tracy         | Paul Tracy         | Team Penske                |

## Classificação
| Pos. | Piloto                   | SUR | PHX | LBH | INDY | MIL | DET | POR | CLE | TOR | MIC | MDO | LOU | VAN | ROA | NAZ | LAG | Pts. |
| ---- | ------------------------ | --- | --- | --- | ---- | --- | --- | --- | --- | --- | --- | --- | --- | --- | --- | --- | --- | ---- |
| 1    | Al Unser, Jr.            | 14  | 2   | 1*  | 1    | 1*  | 10* | 1*  | 1*  | 29  | 8   | 1   | 1   | 1   | 2   | 2   | 20  | 225  |
| 2    | Emerson Fittipaldi       | 2   | 1*  | 21  | 17*  | 2   | 2   | 2   | 20  | 3   | 10  | 3   | 3*  | 9   | 3   | 3   | 4   | 178  |
| 3    | Paul Tracy               | 16  | 23  | 20  | 23   | 3   | 1   | 3   | 3   | 5   | 16  | 2*  | 2   | 20  | 18* | 1*  | 1*  | 152  |
| 4    | Michael Andretti         | 1*  | 20  | 6   | 6    | 4   | 5   | 31  | 18  | 1*  | 22  | 5   | 5   | 3   | 17  | 9   | 28  | 118  |
| 5    | Robby Gordon             | 23  | 7   | 3   | 5    | 6   | 3   | 4   | 11  | 6   | 13  | 4   | 13  | 2   | 25  | 23  | 13  | 104  |
| 6    | Jacques Villeneuve RY    | 17  | 25  | 15  | 2    | 9   | 7   | 6   | 4   | 9   | 20  | 9   | 26  | 24  | 1   | 7   | 3   | 94   |
| 7    | Raul Boesel              | 27  | 8   | 4   | 21   | 8   | 28  | 23  | 6   | 12  | 9*  | 8   | 4   | 23  | 6   | 4   | 2   | 90   |
| 8    | Nigel Mansell            | 9   | 3   | 2   | 22   | 5   | 21  | 5   | 2   | 23  | 26  | 7   | 18  | 10* | 13  | 22  | 8   | 88   |
| 9    | Teo Fabi                 | 7   | 26  | 9   | 7    | 17  | 4   | 27  | 9   | 8   | 4   | 21  | 20  | 18  | 4   | 6   | 5   | 79   |
| 10   | Bobby Rahal              | 26  | 14  | 30  | 3    | 7   | 6   | 12  | 28  | 2   | 28  | 27  | 9   | 7   | 9   | 14  | 29  | 59   |
| 11   | Stefan Johansson         | 5   | 4   | 10  | 15   | 26  | 22  | 8   | 5   | 14  | 14  | 12  | 23  | 26  | 8   | 5   | 12  | 57   |
| 12   | Scott Goodyear           | 10  | 11  | 19  | 30   | 22  | 11  | 28  | 14  | 10  | 1   | 22  | 11  | 4   | 7   | 8   | 27  | 55   |
| 13   | Adrián Fernández         | 13  | 10  | 8   | 28   | 16  | 23  | 10  | 7   | 13  | 23  | 6   | 8   | 22  | 5   | 21  | 7   | 46   |
| 14   | Mario Andretti           | 3   | 21  | 5   | 32   | 14  | 18  | 9   | 27  | 4   | 18  | 10  | 19  | 11  | 16  | 25  | 19  | 45   |
| 15   | Jimmy Vasser             | 4   | 5   | 24  | 4    | 11  | 20  | 32  | 31  | 25  | 25  | 14  | 7   | 15  | 28  | 13  | 26  | 42   |
| 16   | Maurício Gugelmin        | 6   | 15  | 7   | 11   | 15  | 8   | 30  | 8   | 20  | 15  | 25  | 14  | 5   | 19  | 10  | 22  | 39   |
| 17   | Arie Luyendyk            | 25  | 22  | 11  | 18   | 21  | 19  | 14  | 21  | 31  | 2   | 13  | 27  | 6   | 22  | 26  | 6   | 34   |
| 18   | Dominic Dobson           | 12  | 24  | 17  | 29   | 13  | 25  | 17  | 25  | 11  | 3   | 15  | 6   | 19  | 11  | 19  | 10  | 30   |
| 19   | Mark Smith               | 21  | Wth | 25  | DNQ  | 24  | 14  | 16  | 22  | 30  | 5   | 20  | 12  | 8   | 26  | 12  | 14  | 17   |
| 20   | Mike Groff               | 8   | 6   | 27  | 31   | 19  | 27  | 11  | 19  | 22  | 27  | 26  | 25  | 14  | 20  | 11  | 15  | 17   |
| 21   | Scott Sharp R            | 11  | 9   | 28  | 16   | 12  | 13  | 18  | 24  | 16  | 12  | 11  | 24  | 12  | 10  | 15  | 21  | 14   |
| 22   | Willy T. Ribbs           | 18  | 28  | 18  | DNQ  | 25  | 16  | 25  | 12  | 21  | 7   | 28  | 10  | 25  | 24  | 18  | 11  | 12   |
| 23   | Bryan Herta R            |     |     |     | 9    | 10  | 9   | 28  | 13  | Wth |     |     |     |     |     |     |     | 11   |
| 24   | Andrea Montermini        | Wth |     |     |      |     |     |     | 16  | 7   |     |     |     |     |     |     | 9   | 10   |
| 25   | Alessandro Zampedri R    | 22  |     | 22  | Wth  |     | 26  | 7   | 10  | 17  | Wth |     |     | 28  | 23  | 20  | 16  | 9    |
| 26   | Hiro Matsushita          | 15  | 27  | DNQ | 14   | 23  | DNQ | 21  | 15  | 18  | 6   | 18  | 17  | DNQ | 14  | 16  | 23  | 8    |
| 27   | Eddie Cheever            |     |     |     | 8    |     |     |     |     |     | 21  | 17  | 21  | 17  | 27  | 24  | 25  | 5    |
| 28   | John Andretti            |     |     |     | 10   |     |     |     |     |     |     |     |     |     |     |     |     | 3    |
| 29   | Marco Greco              | DNQ | 16  | 23  | 27   | 20  | 24  | 20  | 26  | 15  | 11  | DNQ | 16  | 16  | 21  | 17  | 24  | 2    |
| 30   | Christian Danner         |     |     |     |      |     | 12  |     | Wth |     |     |     |     |     | 12  |     |     | 2    |
| 31   | Davy Jones               | 19  | 12  | 14  | Wth  |     |     |     |     |     |     |     |     |     |     |     |     | 1    |
| 32   | Franck Fréon R           |     |     | 12  |      |     |     | 15  |     |     |     |     |     | DNQ | 29  |     | 18  | 1    |
| 33   | Brian Till               |     | 19  |     | 12   |     |     |     |     |     |     |     |     |     |     |     |     | 1    |
| 34   | Robbie Groff R           |     |     | 13  |      |     |     | 13  |     |     |     |     |     |     |     |     |     | 0    |
| 35   | Parker Johnstone R       |     |     |     |      |     |     | 19  | 17  | 27  |     | 23  |     | 13  |     |     | 17  | 0    |
| 36   | Buddy Lazier             | DNQ | 13  | 29  | DNQ  | 18  | 17  | 24  | Wth | DNS | 24  | DNQ | DNS | 27  |     | DNQ |     | 0    |
| 37   | Stan Fox                 |     |     |     | 13   |     |     |     |     |     |     |     |     |     |     |     |     | 0    |
| 38   | Giovanni Lavaggi R       |     |     |     |      |     | DNQ |     | 30  |     |     |     |     |     | 15  |     | DNQ | 0    |
| 39   | Fredrik Ekblom R         |     |     |     |      |     | 15  |     | Wth |     |     |     |     |     |     |     |     | 0    |
| 40   | Johnny Unser             |     | DNQ | DNQ |      | DNQ |     |     |     |     |     |     | 15  |     |     |     |     | 0    |
| 41   | Robbie Buhl              | 20  |     | 16  |      |     |     |     |     |     |     |     |     |     |     |     |     | 0    |
| 42   | Domenico Schiattarella R |     |     |     |      |     |     |     |     | 26  |     | 16  |     | Wth |     |     |     | 0    |
| 43   | Jeff Wood                |     |     |     |      | Wth |     | 29  | 23  | 28  | 17  | DNQ | DNQ |     |     | DNQ | DNQ | 0    |
| 44   | Jeff Andretti            |     | 17  |     | DNQ  |     |     |     |     |     |     |     |     |     |     |     |     | 0    |
| 45   | John Paul, Jr.           |     | 18  |     | 25   |     |     |     |     |     |     |     |     |     |     |     |     | 0    |
| 46   | Ross Bentley             |     |     |     | DNQ  | DNQ | DNQ | 22  | 29  | 19  | 19  | DNQ | 22  | DNQ | DNS | DNQ | DNQ | 0    |
| 47   | Mauro Baldi R            |     |     |     |      |     |     |     |     |     |     | 19  |     |     |     |     |     | 0    |
| 48   | Lyn St. James            |     |     |     | 19   |     |     |     |     |     |     |     |     |     |     |     |     | 0    |
| 49   | Scott Brayton            |     |     |     | 20   |     |     |     |     |     |     |     |     |     |     |     |     | 0    |
| 50   | Claude Bourbonnais R     |     |     | 26  |      |     |     |     |     | 24  |     | 24  |     | 21  | 30  |     |     | 0    |
| 51   | Gary Brabham             | 24  |     |     |      |     |     |     |     |     |     |     |     |     |     |     |     | 0    |
| 52   | Hideshi Matsuda R        |     |     |     | 24   |     |     |     |     |     |     |     |     |     |     |     |     | 0    |
| 53   | Dennis Vitolo            |     |     |     | 26   |     |     |     |     |     |     |     |     |     |     |     |     | 0    |
| 54   | Roberto Guerrero         |     |     |     | 33   |     |     |     |     |     |     |     |     |     |     |     |     | 0    |
|      | Gary Bettenhausen        |     |     |     | DNQ  |     |     |     |     |     |     |     |     |     |     |     |     | 0    |
|      | Tony Bettenhausen, Jr.   |     |     |     | Wth  |     |     |     |     |     |     |     |     |     |     |     |     | 0    |
|      | Geoff Brabham            |     |     |     | DNQ  |     |     |     |     |     |     |     |     |     |     |     |     | 0    |
|      | Pancho Carter            |     |     |     | DNQ  |     |     |     |     |     |     |     |     |     |     |     |     | 0    |
|      | Jim Crawford             |     |     |     | DNQ  |     |     |     |     |     |     |     |     |     |     |     |     | 0    |
|      | Michael Greenfield       |     |     |     | Wth  |     |     |     |     |     |     |     |     |     |     |     |     | 0    |
|      | Stéphan Grégoire         |     |     |     | DNQ  |     |     |     |     |     |     |     |     |     |     |     |     | 0    |
|      | David Kudrave            | DNQ | DNQ | DNQ |      |     |     |     |     |     |     |     |     |     |     |     |     | 0    |
|      | Rocky Moran              |     |     |     | Wth  |     |     |     |     |     |     |     |     |     |     |     |     | 0    |
|      | Roberto Moreno           |     |     |     | DNQ  |     |     |     |     |     |     |     |     |     |     |     |     | 0    |
|      | Tero Palmroth            |     |     |     | DNQ  |     |     |     |     |     |     |     |     |     |     |     |     | 0    |
|      | Johnny Parsons           |     |     |     | DNQ  |     |     |     |     |     |     |     |     |     |     |     |     | 0    |
|      | Johnny Rutherford        |     |     |     | Wth  |     |     |     |     |     |     |     |     |     |     |     |     | 0    |
|      | Russell Spence           |     |     |     | Wth  |     |     |     |     |     |     |     |     |     |     |     |     | 0    |
|      | Didier Theys             |     |     |     | DNQ  |     |     |     |     |     |     |     |     |     |     |     |     | 0    |
|      | Al Unser                 |     |     |     | DNQ  |     |     |     |     |     |     |     |     |     |     |     |     | 0    |
| Pos. | Piloto                   | SUR | PHX | LBH | INDY | MIL | DET | POR | CLE | TOR | MIC | MDO | LOU | VAN | ROA | NAZ | LAG | Pts. |

| Cor         | Resultados                                  |
| ----------- | ------------------------------------------- |
| Dourado     | Vencedor da prova                           |
| Prata       | 2° lugar                                    |
| Bronze      | 3° lugar                                    |
| Verde       | Entre 4° e 6°                               |
| Azul-claro  | Entre 7° e 12°                              |
| Azul-escuro | Completou a corrida (fora dos 12 primeiros) |
| Roxo        | Abandonou                                   |
| Vermelho    | Não se classificou (DNQ)                    |
| Marrom      | Desistiu de correr (Wth)                    |
| Preto       | Desclassificado (DSQ)                       |
| Branco      | Não largou (DNS)                            |
| Em branco   | Não participou da corrida (DNP)             |
| Em branco   | Não correu                                  |

| '             |                                |
| Negrito       | Pole position                  |
| Itálico       | Volta mais rápida              |
| *             | Liderou maior número de voltas |
| Rookie do ano |                                |
| Rookie        |                                |

| Cor         | Resultados                                  |
| ----------- | ------------------------------------------- |
| Dourado     | Vencedor da prova                           |
| Prata       | 2° lugar                                    |
| Bronze      | 3° lugar                                    |
| Verde       | Entre 4° e 6°                               |
| Azul-claro  | Entre 7° e 12°                              |
| Azul-escuro | Completou a corrida (fora dos 12 primeiros) |
| Roxo        | Abandonou                                   |
| Vermelho    | Não se classificou (DNQ)                    |
| Marrom      | Desistiu de correr (Wth)                    |
| Preto       | Desclassificado (DSQ)                       |
| Branco      | Não largou (DNS)                            |
| Em branco   | Não participou da corrida (DNP)             |
| Em branco   | Não correu                                  |

| '             |                                |
| Negrito       | Pole position                  |
| Itálico       | Volta mais rápida              |
| *             | Liderou maior número de voltas |
| Rookie do ano |                                |
| Rookie        |                                |